# Тран Мінх Вуонг
Тран Мінх Вуонг (в'єт. Trần Minh Vương, нар. 28 березня 1995, Тхайбінь) — в'єтнамський футболіст, нападник клубу «Хоангань Зялай» і національної збірної В'єтнаму.

## Клубна кар'єра
Народився 28 березня 1995 року в провінції Тхайбінь. Вихованець футбольної школи клубу «Хоангань Зялай». Дорослу футбольну кар'єру розпочав 2013 року в основній команді того ж клубу, кольори якої захищає й донині.

## Виступи за збірні
2013-2014 року дебютував у складі юнацької збірної В'єтнаму, взяв участь у 2 іграх на юнацькому рівні.
2017 року залучався до складу молодіжної збірної В'єтнаму. 2018 року На молодіжному рівні зіграв у 2 офіційних матчах, забив 1 гол.
Кінець 2017 року його вперше викликали до національної збірної В'єтнаму.
2019 року дебютував в офіційних матчах у складі національної збірної В'єтнаму. У складі збірної був учасником кубка Азії з футболу 2019 року в ОАЕ. У грі 1/8 фіналу був єдиним в'єтнамцем, який не реалізував свою спробу у серії післяматчевих пенальті, що, утім, не завадило його команді пройти до чвертьфіналів.
| Дата       | Місто   | Господарі | Результат | Гості | Турнір                     | Голи | Примітки |
| ---------- | ------- | --------- | --------- | ----- | -------------------------- | ---- | -------- |
| 16-01-2019 | Аль-Айн | В'єтнам   | 2 – 0     | Ємен  | Кубок Азії 2019 - 1-й етап | -    | 82'      |
| Усього     |         | Матчів    | 1         |       | Голів                      | 0    |          |